# ガンホー・オンライン・エンターテイメント
ガンホー・オンライン・エンターテイメント株式会社（英: GungHo Online Entertainment,Inc.）は、オンラインゲームの運営を行う日本の企業。コンピュータエンターテインメント協会・日本オンラインゲーム協会正会員。

## 概要
アメリカの大手オークションサイト・OnSaleとソフトバンク（現在のソフトバンクグループ）の合弁企業、オンセール株式会社として1998年（平成10年）7月1日に発足し、初代社長には孫正義の弟である孫泰蔵が就いた。当初はネットオークション事業を手がけたが、Yahoo!オークション（現ヤフオク!）等の大手オークションサイトの牙城を崩すまでには至らず、2002年（平成14年）8月に同事業からは撤退、現行の社名に変更するとともに韓国のゲーム会社グラビティより『ラグナロクオンライン』の国内運営権を獲得し、オンラインゲーム運営事業へと転換する。その後も『A3』・『ポトリス』の運営も請け負うなど、オンラインゲームを総合的に運営するようになる。このラグナロクオンラインのヒットにより、2004年事業年度においての売上高は約42億円と急成長を遂げ、同タイトルへの依存度が99％以上ながらも、監査法人トーマツによる国内成長企業ランキングFast50において2位以下を突き放して1位を受賞、アジア内成長企業ランキングFast500においても10位を受賞した。2005年（平成17年）3月9日には大証ヘラクレス市場に上場を果たした際には、公募価格の1株120万円に対し、一時期は1株2000万円弱まで高騰し話題となった。その後も積極的に提携やM&A等を進めている。
2006年（平成18年）7月13日には公式ウェブサイトをリニューアルすると共に、ガンホーゲームズを展開した。これはカジュアルゲームやブログ、ネットニュースなどを統合したポータルサイトであり、傘下企業のブロッコリーや、提携企業の日本ファルコムなどと協力し、アバターサービスとして人気キャラクターが提供されている。なおガンホーゲームズは、ジーモード社との合弁企業ガンホーモードによって運営されていたが、2007年（平成19年）6月6日、ガンホーゲームズの運営をガンホー単独で行う発表がされた。その矢先に6月にガンホー社に経済産業省からの聞き取り調査があったことが報道された。
2008年（平成20年）2月17日、GRAVITYの株式52.4%を取得し同社を買収。GRAVITYは2005年（平成17年）8月にもソフトバンク系列の投資会社EZERに買収されている。
2012年にリリースしたスマートフォン・タブレット向けゲーム「パズル&ドラゴンズ」（パズドラ）が大ヒットし、モバイル部門の売り上げがPC部門を上回るほどに成長。長年ラグナロクオンラインに依存していた収益体質が大きく変化した。2012年1月 - 12月の売上高が前年の2.7倍、営業利益は7.9倍になった。2012年 - 2013年にかけて株価が急上昇。2013年3月末には株式分割を実施する。
2013年5月7日付でソフトバンク（2016年7月以降はソフトバンクグループ）の連結子会社となる。10月15日付でソフトバンクと共同で、スマートフォン向けゲーム開発のSupercellを傘下にすると発表した。Supercell株式は2014年8月にソフトバンクへ売却している。
2015年6月24日付で自己株式の取得等に伴い、ソフトバンクが親会社でなくなり同社の持分法適用関連会社となった。しかし2016年8月に公開買い付けを実施し、ソフトバンクグループの保有株式すべてとソフトバンクの保有株式の一部を取得し、関連会社の関係が解消した。
2018年（平成30年）2月3日、 世界最大級のハーフパイプ「ガンホー・モンスターパイプ」がOPEN。
2024年（令和6年）12月18日、gumi子会社のエイリムの買収を発表、同年12月27日付でエイリムの全株式を取得し同社を完全子会社とした。買収価額は5億8900万円。

## 諸問題
オンラインゲームの運営に関する諸問題については各オンラインゲームの記事や、日本のラグナロクオンラインを参照のこと。

### ラグナロクオンラインに対する不満
ガンホー社は当初より多くのオンラインゲームを運営する現在に至るまで、特に最初期からの主力コンテンツである『ラグナロクオンライン』のユーザーからの不満が非常に根強く、その声はマスコミ各社や国民生活センター等へと、長期にわたり届けられる事となっている。これに対しガンホー社とユーザーとの直接対話の場として2003年（平成15年）にオフラインサミットを、2004年（平成16年）以降からは同年10月にゴシップ雑誌に載せられた「告発記事」による混乱より急遽開催し、運営に対する苦情処理の側面を有したオフラインミーティングを不定期（およそ半年に一度）に開催。2009年（平成21年）からはユーザーシンポジウム（2008年に一度開催されたユーザーシンポジウムと統合）と形式を変更している。開催地を変えながら行われていたオフラインミーティングやその後に行われているユーザーシンポジウムでは、開催形式を改めた際に参加者の人数を増やしたものの、回を重ねるに従い、より少人数に絞る傾向がある。その一方で、ミーティングの録音及びウェブ上での公開を原則許可し、事後に会議結果を公式発表するなど風通しを良くしている。しかしながら、特にゲーム内における不正利用者の問題に関しては、ユーザーが求める要求とガンホーの企業としての認識及び実行力の隔たりの差は非常に大きく、双方の歩みよりが難しい現状が過去数度に渡り行われた当ミーティングにより浮き彫りとなった。

### 職員による不正アクセス事件
2006年（平成18年）7月19日、いわゆるゲームマスターと呼ばれるゲーム内の不正の取り締まりを担当していた当時の職員が、2005年（平成17年）10月から2006年（平成18年）3月までの期間、直属上司のアカウントを盗み取りラグナロクオンラインの管理サーバーに侵入し、不正に作り出した仮想通貨（ゲーム内通貨・ゼニー）をRMTで現金に換え約1400万円の利益を得ていたとして、不正アクセス行為の禁止等に関する法律（不正アクセス禁止法）違反の疑いで警視庁に逮捕され、職員は同日付けで懲戒解雇された。同年9月末に当該事件の初公判が行われ、同年10月24日に結審。懲役1年、執行猶予4年の有罪判決となった。これを受け同年11月6日、元職員を相手取り損害賠償請求を目的とした民事訴訟の提起を発表。即日東京地方裁判所に提訴しこれを受理。2007年（平成19年）10月23日、元職員はガンホー社に対し330万円の支払いを命じる判決がされた。しかし、ガンホー社はこの判決結果を不服として控訴。2008年（平成20年）3月13日に東京高等裁判所にて控訴審判決がされ、元職員はガンホー社に対し550万円の支払いを命じられた。しかしながらガンホー社はこの判決結果も不服として最高裁判所に上告したが、同年7月17日に不受理決定がされ、一連の民事訴訟の判決が確定した。
- 2006年7月20日発表、事件発生時のプレスリリース（外部リンク）
- 2006年7月31日発表、再発防止策のプレスリリース（外部リンク）
- 2006年11月6日発表、元職員に対する民事訴訟提起のプレスリリース（外部リンク）
- 2007年11月2日発表、民事訴訟の判決に関するお知らせ（外部リンク）
- 2008年3月17日発表、民事訴訟の判決に関するお知らせ（外部リンク）
- 2008年7月17日発表、民事訴訟の結果に関するお知らせ（外部リンク）

### 景品表示法違反
2017年（平成29年）7月19日、パズドラにおいてレアガチャから入手できるモンスターについて消費者に誤認させる表示があったとして、景品表示法違反（優良誤認）で消費者庁から再発防止などの措置命令を出された。2016年11月 - 2017年2月にインターネット配信の番組にてパズドラに登場するキャラクター13体全てが究極進化すると告知していたが、実際に究極形態として実装されたのは2体のみで、残りは通常の進化であったことが問題視された（詳細はパズル&ドラゴンズ#主な事件を参照）。
また同日、ディズニー マジックキングダムズにおいても、ジェム（有料アイテム）とキャラクターがセットになった商品を告知するゲーム内バナー広告にて別々に購入するよりもお得であると表示していたが、実際には安くなかったとして同様に景品表示法違反（有利誤認）で措置命令を受けた。

## ガンホーゲームズにて提供中のゲーム

### 提供中のゲーム
括弧内は正式またはベータサービス開始日

#### MMORPG
- ラグナロクオンライン（2002年12月1日）

### 提供予定のゲーム

#### MMORPG
- ラグナロクオンラインII（2007年8月30日-9月27日 ※クローズドβテストが行われた期間）
  - 上記の期間に行われたクローズドβテストが終了後、再開発により現在サービス停止中。再開時期は未定。

### 終了した事業・サービス・ゲーム
括弧内はサービスが提供されていた期間。

#### 事業
- オンラインゲーム投資事業（2007年2月2日 - 2008年4月1日）
- ガンホーゲームズポイント（2009年3月2日終了。チケットを購入するとガンガチャが当たる。そのガンガチャのポイント付与サービス）

#### サービス
- ガンホーモバイル（2004年9月24日 - 2008年1月31日 10：00）
- ガンホーオフィシャルカード付帯サービス（2005年12月15日 - 2008年12月26日）
- ゲストIDサービス（2007年9月24日 - 2008年9月30日 15：00）

#### ゲーム
- サバイバルプロジェクト（2004年6月29日 - 2006年8月31日）
- A3（2004年10月15日 - 2007年11月1日）
- ゲットアンプド（2004年4月27日 - 2006年1月31日）
- 最遊記RELOAD GUNLOCK（2004年9月1日 - 2006年1月31日）
- ポトリス2（2004年5月25日-2007年12月28日）
- eXtreme Soccer（2006年8月11日にβテスト[注 5]）
- 麻雀（2007年5月31日 - 2008年3月26日 10：00）
- こいこい花札（2007年5月31日 - 2008年3月26日 10：00）
- ポーカー（2007年5月31日 - 2008年3月26日 10：00）
- 大富豪（2007年5月31日 - 2008年3月26日 10：00）
- 上海（2007年5月31日 - 2008年3月26日 10：00）
- チャット（2007年5月31日 - 2008年3月26日 10：00）
- パチンコ・パチスロ（2007年9月6日 - 2008年11月4日）
- 覇拳伝（2008年6月4日 - 10月29日）
- ドデカオンライン（2008年6月5日 - 2009年1月19日）
- 北斗の拳オンライン（2008年7月24日 - 2009年9月30日）
- ヨーグルティング（2005年11月24日 - 2010年5月14日）
- TANTRA（2005年4月27日 - 2010年6月2日）
- テトリスオンライン（2007年6月5日 - 9日クローズドβテスト、7月31日 - 10月22日オープンβテスト、10月23日 - 2011年7月5日正式サービス）
- グランディアオンライン（2009年8月26日 - 2012年9月28日10:00）
- ふわふわパン工房 プチ&パティ（2009年2月12日オープンβテスト、2月18日より正式サービスが開始された。2012年2月16日15:00サービス終了）
- トイ・ウォーズ（2014年3月7日サービスを株式会社GJ Gamesに運営移管。それと共にガンホーでのサービス提供が終了した。）
- エミル・クロニクル・オンライン（2005年12月9日 - 2017年8月31日23:59サービス終了）

## コンシューマーゲーム
2009年までのタイトルはガンホー・ワークスを参照。同社の解散後、販売やサポートをガンホー・オンライン・エンターテイメントが引き継いでいる。

### PlayStation Portable
- ラグナロク～光と闇の皇女～（2011年10月27日）

### PlayStation Vita
- ラグナロク オデッセイ（2012年2月22日）
- Dokuro（2012年7月5日）
- ピコットナイト（2012年9月20日）

### ニンテンドー3DS
- パズドラZ（2013年12月12日）
- パズル&ドラゴンズ スーパーマリオブラザーズ エディション（2015年4月29日）
- パズドラクロス（2016年7月28日）

### PlayStation 4
- リパブリック（2016年4月14日）
- LET IT DIE (2017年2月2日)

### Nintendo Switch
- パズドラGOLD（2020年1月15日）
- ニンジャラ(2020年6月25日)

### ゲームアーカイブス
シスコンエンタテイメント・Softgarage・魔法・マイクロキャビン・講談社・データム・ポリスターなど、解散したり家庭用ゲーム事業を終了したメーカーから権利を引き継いだPlayStation用タイトルをPS3・PSP向けゲームアーカイブスで配信している。タイトル一覧は公式サイトを参照。

## スマートフォン・タブレット向けゲーム
- パズル&ドラゴンズ（2012年2月20日iOS版、2012年9月18日Android版、2013年1月11日 Kindle Fireシリーズ版[18]）
- パズドラチャレンジ（パズル&ドラゴンズのスピンオフアプリで期間限定で配信される）
- ケリ姫クエスト
- ケリ姫スイーツ
- 戦国テンカトリガー
- クレイジータワー
- サモンズボード
- Dokuro（ドクロ）
- ディバインゲート
- ピコットキングダム
- モジポップン〜100の海と情熱の大陸〜
- パズドラバトル
- ディズニー マジックキングダムズ
- セブンス・リバース
- カルチョファンタジスタ
- クロノマギア
- 妖怪ウォッチ ワールド（レベルファイブと共同開発）
- TEPPEN（CAPCOMと共同開発）[19]
- ラグナロク マスターズ
- パズル&ドラゴンズ ストーリー（Apple Arcade専用）
- ディズニー ピクセルRPG
- ラグナロクX

## 協賛
- 2015 WBSCプレミア12（大会特別協賛）
- 野球日本代表（オフィシャルパートナー）
- 千葉ロッテマリーンズ（ユニホームスポンサー）

## 提供番組

### 現在
- 金曜ロードショー（日本テレビ系列）※隔週で前半・後半入れ替え。
- THE MUSIC DAY（日本テレビ系列）
- アメトーーク!（テレビ朝日系列）
- クレヨンしんちゃん（テレビ朝日系列）
- おはスタ（テレビ東京系列）
- ニンジャラ（テレビ東京系列)
- パズドラ（テレビ東京系列）
- FNSの日（フジテレビ系列）
- マリーンズナイター（千葉テレビ放送）

### 過去
地上波
- ZIP!（日本テレビ系列）※隔日・7時台中盤ナショナルスポンサー
- 世界一受けたい授業（日本テレビ系列）※60秒
- パズドラクロス（テレビ東京系列）
- 痛快TV スカッとジャパン（フジテレビ系列）
- VS嵐（フジテレビ系列）

その他
- 2015年4月から2016年12月まで、一部のアニプレックス製作アニメ（主にTOKYO MX他）のスポンサーになっていた。

## 関連会社

### 子会社
- ROプロダクション - 『ラグナロクオンライン』著作権管理会社。
- ゲームアーツ - 当初はグランディアオンライン開発のための提携であったが、2005年10月17日に連結子会社化。
- エイリム - 2024年12月27日付でgumiより全株式を取得し完全子会社化。
- スーパートリック・ゲームズ
- GRAVITY Co.,Ltd. - ラグナロクオンラインなどを開発した韓国のゲーム会社。2005年8月にソフトバンク系列会社に事実上買収される。
- GungHo Online Entertainment America,Inc.
- GungHo Online Entertainment Asia Pacific Pte.Ltd.
- GungHo Gamania Co., Limited

### 過去
- ソフトバンクグループ - 2013年5月から2016年8月まで主要株主の一つで、当社設立時の合弁先であった。
- ガンホー・ワークス - インターチャネル・ホロンのコンシューマゲーム部門・映像部門の一部の譲渡を受け、ガンホー本体のコンシューマゲーム事業と統合して設立。法人は親会社に事業譲渡し解散。
- ジー・モード - モバイル、ポータルサイト、携帯電話向けゲームも手がけていた。現在は合併され、マーベラス傘下。
- ブロッコリー - デ・ジ・キャラット、ギャラクシーエンジェル、アクエリアンエイジ 秋葉原のゲーマーズ直営店等で知られる。
- グラスホッパー・マニファクチュア - 2013年2月1日にガンホーグループに加入。2021年5月31日、網易（NetEase）傘下のNetEase Interactive Entertainment Pte. Ltdに株式譲渡[20]。
- アクワイア - 2011年10月19日に連結子会社化した。現在はKADOKAWAの連結子会社。